# Mount Camber
Mount Camber (in Argentinien Pico Elevado, in Chile Pico High) ist ein 1400 m (nach Angaben chilenischer Wissenschaftler 1351 m) hoher und größtenteils verschneiter Berg auf der Anvers-Insel im Palmer-Archipel. In der Osterrieth Range ragt er 1,5 km nordöstlich des Molar Peak auf.
Erstmals gesichtet wurde er bei der Belgica-Expedition (1897–1899) unter der Leitung des belgischen Polarforschers Adrien de Gerlache de Gomery, der die Südostküste der Anvers-Insel erkundete. Seinen vorläufigen und später verworfenen Namen High Peak erhielt er vermutlich durch Lieutenant Commander John Miller Chaplin (1889–1977) von der Royal Navy, der im Rahmen der britischen Discovery Investigations im Jahr 1927 grobe Vermessungen in diesem Gebiet unternahm. Seinen heute etablierten Namen erhielt der Berg 1957 durch das UK Antarctic Place-Names Committee in Anlehnung an die wellenförmige (englisch cambered) Gesteinsstruktur nahe dem Gipfel. Sowohl die argentinische als auch die chilenische Benennung spielt dagegen auf seine Höhe an.